# چوی جائه هون
چوی جائه هون (Choi Jae-hoon) (Hangul 최제훈؛ زادهٔ ۱۹۷۳) نویسنده اهل کره جنوبی است. او به جای پیروی از سنت ادبی کره، اساساً از ادبیات غرب الهام می‌گیرد.
رمان‌های چوی در کره جنوبی با استقبال خوبی مواجه شده‌است. Kwireubal namjagui seong (قلعه بارون کوروال)، به ویژه، در برنامه تلویزیونی کره جنوبی The Secret Readers Club نمایش داده شد، که نشان دهنده جذابیت و ارزش ادبی محبوب آن است.

## زندگی
چوی جائه هون در سال ۱۹۷۳ در سئول کره جنوبی به دنیا آمد. او در دانشگاه یونسی تجارت و نویسندگی خلاق را در موسسه هنر سئول خواند. او اولین حضور ادبی خود را در سال ۲۰۰۷ با داستان کوتاهش " Kwireubal namjagui seong " (퀴르발 남작의 성 The Castle of Baron Curval)، با الهام از شخصیت رئیس‌جمهور کروال در ۱۲۰ روز سودوم مارکی دو ساد، انجام داد

## نوشتن
لی گیونگ جائه، منتقد ادبی، رمان‌های چوی جائه هون را به هزارتویی تشبیه می‌کند که در آن متون منعکس‌کننده یکدیگر هستند و نویسنده و خواننده از طریق خواندن با یکدیگر روبرو می‌شوند: چوی جائه هون از فرهنگ‌های عامه پسند و مطالب علوم انسانی برای خلق کردن استفاده می‌کند. در جهان‌های داستانی چوی جائه هون، هیچ مسیری برای خوانندگان به خارج از متن وجود ندارد.

## آثار
۱. 『나비잠』، 문학과지성사، ۲۰۱۳년.
از خواب بچه‌ها. Moonji 2013.
۲. 『일곱 개의 고양이 눈』، 자음과모음، ۲۰۱۱년.
هفت چشم گربه ای Jaeum & Moeum، ۲۰۱۱.
۳. 『퀴르발 남작의 성』، 문학과지성사، ۲۰۰۷년.
قلعه بارون کوروال. Moonji, 2007.

### ترجمه
1. 库勒巴尔男爵的城堡 (چینی)
2. Le Château du Baron de Quirval (فرانسوی)
3. SEPT YEUX DE Chats (فرانسوی)[۴]

## جوایز
۱. ۲۰۱۱: چهل و چهارمین جایزه ادبی هانکوک ایلبو
۲. ۲۰۰۷: هفتمین جایزه نویسنده جدید از ادبیات و جامعه